# Avalon Hollywood
Pour les articles homonymes, voir El Capitan Theatre (homonymie).
Avalon (ou Avalon Hollywood) est un bâtiment historique de théâtre classé qui fait office de nightclub à Los Angeles, Californie, situé à l'intersection de Hollywood and Vine, au 1735 N. Vine Street. Il a été connu sous le nom de The Hollywood Playhouse, The WPA Federal Theatre, El Capitan Theatre, The Jerry Lewis Theatre, The Hollywood Palace and The Palace. Le théâtre peut recevoir 2 000 spectateurs.

## Histoire

### The Hollywood Playhouse
Le théâtre alors nommé The Hollywood Playhouse, 1735 Vine St. ouvre pour la première fois le 24 janvier 1927. Le bâtiment est de style baroque, conçu de 1926 à 1927 par les architectes Henry L. Gogerty (1894-1990) et Carl Jules Weyl (1890-1948).

### The WPA Federal Theatre
Lors de la grande dépression de 1929, le théâtre, renommé The WPA Federal Theatre (Works Progress Administration ou WPA  qui était la principale agence instituée dans le cadre du New Deal) est réquisitionné pour les mesures gouvernementales.

### 1942-1960: El Capitan Theater et NBC
En 1942, la salle se rebaptise El Capitan Theatre et accueille la revue Blackouts de Ken Murray, qui durera sept ans totalisant 3 844 représentations. Le nom est identique au El Capitan Theatre une salle construite en 1926 au 6838 Hollywood Boulevard mais qui avait été rachetée en 1941 par Paramount Pictures et rebaptisée Paramount Theater.
En février 1951, une rumeur est rapportée par le Los Angeles Times, NBC achèterait le El Capitan Theatre pour 365 000 USD afin d'en faire un studio de télévision mais la salle n'est pas pratique en raison de l'absence d'entre pour les coulisses. La rumeur est confirmée le 27 mars 1951, l'église catholique a acheté la salle et la loue à NBC pour 15 ans. Le jeu télévisé You Bet Your Life (en) est diffusé depuis la salle à partir de 1952.
En janvier 1954, Frank Sinatra s'essaye à la comédie dans l'émission The Colgate Comedy Hour (en) diffusée depuis le studio NBC mais le public n'est pas réceptif.
Le 14 avril 1959, la salle reprend une activité de salle de spectacles sous l'égide de Gertrude Ross Marks en présentant la comédie musicale A Circle of Wheels d'Arthur A. Ross à partir du 7 mai. Le 29 janvier 1960, la comédie musicale The Most Happy Fella (en) de Frank Loesser est présentée dans la salle.

### 1961-1978: The Hollywood Palace d'ABC
En janvier 1961, le journaliste Hal Humphrey révèle qu'ABC a acheté la salle et engagé plusieurs personnes de CBS et NBC pour produire une émission similaire à Playhouse 90. Toutefois une petite annonce datée de fin février 1963 propose la vente de la parcelle de 100x189 pieds a été publiée dans le Los Angeles Times. À partir d'août la salle est utilisée par ABC pour l'enregistrement d'une émission avec Jerry Lewis. La salle a été rénovée pour l'occasion, nommée The Hollywood Palace, nom que prend alors la salle. 
En décembre 1965, Bing Crosby utilise temporairement la salle pour une émission de Noël.
Dans les années 1970, la salle accueille émission The Merv Griffin Show (en) de Merv Griffin
En 1979, la salle est transformée en discothèque.